# Donglu, Shandong
Donglu (kinesiska: 东鲁街道, 东鲁) är en socken i Kina. Den ligger i provinsen Shandong, i den östra delen av landet, omkring 130 kilometer väster om provinshuvudstaden Jinan. Antalet invånare är 36 146. Befolkningen består av 17 364 kvinnor och 18 782 män. Barn under 15 år utgör 14,0 %, vuxna 15-64 år 78 %, och äldre över 65 år 6,0 %.
Genomsnittlig årsnederbörd är 671 millimeter. Den regnigaste månaden är juli, med i genomsnitt 215 mm nederbörd, och den torraste är januari, med 4 mm nederbörd.